# Легіон «Свобода Росії»
Легіо́н «Свобо́да Росі́ї» (рос. Легион «Свобода России») — російський легіон Збройних сил України, сформований у березні 2022 року для захисту України від російського вторгнення під час російсько-української війни. Входить до Міжнародного легіону ГУР МО. Легіон сформовано з колишніх військовослужбовців ЗС РФ, добровольців, що проживали за територією РФ та всередині, та перейшли на сторону України.
Легіон використовує на нарукавних шевронах біло-синьо-білий прапор замість офіційного біло-синьо-червоного прапора РФ.

## Історія

### 2022
Легіон почав формуватися 10 березня 2022 року, його сформовано зі складу роти (понад 100 осіб) армії РФ, що добровільно перейшов на український бік. За словами командира роти, 27 лютого за допомогою співробітників СБУ вони перейшли на український бік, щоб «захистити українців від справжніх фашистів». Земляків, військовиків путінської армії, він закликав вступати до лав легіону «Свобода Росії», щоб разом врятувати також власні народ і країну «від приниження та руїни».
Перші добровольці легіону почали підготовку в кінці березня 2022 року. Зокрема, особовий склад легіону під керівництвом інструкторів зі Збройних сил України вивчив особливості роботи шведсько-британської переносної протитанкової керованої ракети малої дальності NLAW. Командири підрозділів «Свобода Росії» ознайомилися з оперативною обстановкою на фронтах. За словами Олексія Арестовича, легіон діяв не тільки на території України, а й у Росії.
29 липня 2022 року у складі Легіону сформували другий батальйон.
У жовтні 2022 року Легіон отримав власну артилерію, а також в його складі почав формуватися третій батальйон. В той самий час підрозділ бере участь в обороні Бахмута на Донеччині.

### 2023
10 березня на аеродромі «Центральна Углова» російськими партизанами з Легіону було спалено літак Су-27.
22 травня з Російським добровольчим корпусом легіон здійснив розвідку на території Бєлгородської області.
В середині серпня, як повідомив колишній командир партизанського осередку на Донбасі Володимир Жемчугов, у Легіону була невдала вилазка на територію Росії, де було знищено частину ДРГ.
17 грудня провели вдалий рейд на територію Бєлгородської області. Знищили опорний пункт росіян біля села Теребрено. Було ліквідовано двох окупантів.

### 2024
12 березня з РДК та Батальйоном Сибіру здійснили рейд до Бєлгородської та Курської області. В ГУР заявили, що ці угруповання діяли на територїї РФ автономно, як самостійні структури, виконуючи власні задачі.
12 травня з РДК доєдналися до відбиття атак на Харківському напрямку.
16 серпня Легіон "Свобода Росії", який бере участь у бойових діях на боці України, звернувся до російських солдатів з закликом здатися в полон. У своєму зверненні вони заявили: "Закликаємо всіх військовослужбовців ЗС РФ добровільно здаватися в полон ЗСУ, як це зробили ваші товариші. А тих, хто бажає продовжувати боротьбу за світле майбутнє Росії, ми запрошуємо приєднатися до нашого легіону".

### 2025
На офіційних сторінках ГУР МО, а також в численних незалежних ЗМІ неодноразово згадувались бойові дії за участі Легіону в Запорізькій області.
Зокрема, легіонери тримали ділянку фронту поблизу селища Нестерянка, яку російські військовослужбовці прозвали «Дорогою смерті»

## Відомі представники
- Волобуєв Ігор Михайлович

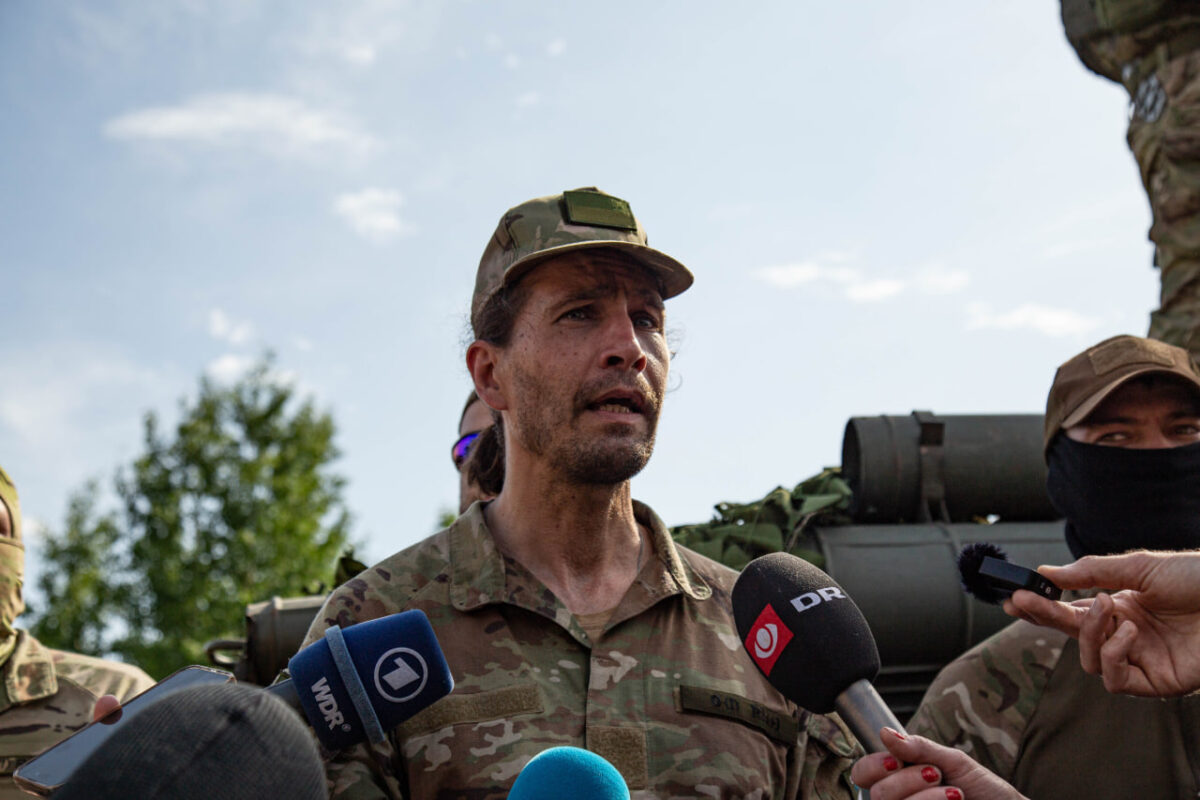
Командир легіону Андронніков після операції в Бєлгородській області (травень 2023)

- Андронніков Максиміліан Олександрович («Цезар») — заступник командира легіону[29].
- Барановський Олексій[30]
- Вавист Анастасия («Зірка») — бойовий медик[31].
- Загузін Дмитро («Ерік») — оператор БПЛА
- Терехов Олександр («Гога») — колишній матрос МРК Сєрпухов

## Загиблі бійці Легіону
- Акель Дані Таммам («Апостол»)  загинув березень 2024 року[32]
- Ільдар Дадін («Ганді») загинув 5 жовтня 2024 року.

Повний список загиблих бійців Легіону.